# یوسف قرضاوی
یوسف عبدالله القرضاوی (۹ سپتامبر ۱۹۲۶ – ۲۶ سپتامبر ۲۰۲۲)، عالم دینی سنی مذهب عربی مصری الاصل، رئیس و مؤسس اتحادیهٔ جهانی علمای مسلمان بود.
او یکی از تئوریسین‌های اصلی در جریان موسوم به الوسطیة و از تربیت‌شده‌های مدرسهٔ حسن البنا و اخوان المسلمین بود. شهرت او به خاطر کتابها، برنامه‌های دینی تلویزیونی و موضع‌گیری علیه برخی از حکام عرب و سران کشورهای غربی بود. یوسف القرضاوی از خیزش مردم در تونس، مصر، یمن، لیبی و سوریه حمایت کرده است.
شیخ قرضاوی بر این باور بود که سکولاریسم در جهان مسیحیت زاده شد چرا که دین مسیحیت قوانین شرعی محکم و منسجمی برای زیست جمعی بشر نداشته است. به باور او: سکولاریسم محصول تاریخی دوره ای از تاریخ غرب بود که مردم نیاز به قوانین شرعی برای زیست جمعی خودشان داشتند و نهاد کلیسا عاجز بود از برطرف کردن این نیاز جمعی. حال آنکه هیچگاه در جهان اسلام چنین نیازی وجود نداشت چرا که دین اسلام همه این قوانین را در قالب شریعت در خود داشت. به گفته قرضاوی سکولاریسم انقلابی بود علیه نهاد کلیسا در دوره و شرایطی خاص.

## زندگی‌نامه
او در ۹ سپتامبر ۱۹۲۶ در روستای سَفت تراب در دلتای نیل، اکنون در استان غربیه، مصر، در یک خانواده فقیر و مذهبی به دنیا آمد.او در دو سالگی که پدرش را از دست داد. پس از مرگ پدر، او توسط مادر و عمویش بزرگ شد. او قبل از ده سالگی توانست قرآن را حفظ کند.
در سن دوازده سالگی دورهٔ ابتدایی را به پایان رسانید. سپس در شهر طنطا دوره‌های دانش سرای مقدماتی و دانش سرای عالی دینی را گذرانید و بعد از نه سال فارغ‌التحصیل شد.برای ادامهٔ تحصیل به قاهره رفت و در دانشکدهٔ اصول دین دانشگاه الأزهر در سال ۱۹۵۲ دانش نامهٔ لیسانسش را با درجهٔ ممتاز کسب کرد. سپس در رشتهٔ دبیری دانشکدهٔ زبان عربی ثبت نام کرد و از آن جا نیز به دریافت لیسانس با درجهٔ ممتاز گزفت. در سال ۱۹۵۷ به مؤسسهٔ تحقیقات و مطالعات زبان عربی وابسته به جامعهٔ کشورهای عربی وارد شد و دیپلم عالی زبان و ادبیات عربی را دریافت کرد و در همین سال‌ها دورهٔ سه سالهٔ دکترای دانشکدهٔ اصول دین را نیز در سال ۱۹۶۰ به پایان رسانید و به آماده ساختن رساله اش دربارهٔ زکات در اسلام مشغول شد، ولی چنداتفاق باعث تأخیر تمام کردن دکترایش شد تا اینکه ۱۳ سال بعد یعنی در سال ۱۹۷۳ دکترای خود را با رتبه عالی گرفت.
در سال ۱۹۵۱، سرپرستی امور دینی وزارت اوقاف مصر در زمینه خطابه، تدریس، سرپرستی مساجد و سردبیری انجمن ائمه جماعات را به عهده گرفت. در سال ۱۹۵۹، به اداره فرهنگ اسلامی الأزهر پیوست و مسئولیت مطبوعات و انتشارات را بر عهده گرفت. او به سؤالات و شبهات پیرامون اسلام که از طریق روزنامه‌ها و رسانه‌های دیگر مطرح می‌شدند، پاسخ می‌داد و در برنامه‌ریزی دفتر هنری اداره دعوت و ارشاد مصر مشارکت کرد. در سال ۱۹۶۱، برای مدیریت یک مدرسه علوم دینی تازه‌تأسیس به قطر دعوت شد. سپس با تأسیس دانشکده علوم تربیتی قطر، به عنوان استاد و رئیس گروه مطالعات اسلامی به آن پیوست و تا اواخر عمرش در این مرکز تدریس می‌کرد. اما علاقه‌مندی‌های علمی او به علوم اسلامی محدود نماند و همواره تلاش می‌کرد در زمینه‌های ادبیات، تاریخ، فلسفه، علوم تربیتی، روان‌شناسی، جامعه‌شناسی، اقتصاد و مکاتب فکری معاصر نیز فعالیت داشته باشد.
ارتباط او با اخوان المسلمین باعث شد یک بار در دورهٔ ملک فاروق در سال ۱۹۴۹ و سه بار دیگر در زمان جمال عبدالناصر در سالهای ۱۹۵۴ و ۱۹۶۲ به زندان بیافتد.

## مسافرت‌ها
او سفرهای متعددی به کشورهای مختلف جهان داشته و در سمینارها و همایش‌های بین‌المللی متعددی شرکت کرد. او رئیس یا عضو مجامع و مؤسساتی چون اتحادیه علمای مسلمان، مجمع فقهی انجمن اسلامی العالم در مکه، مجمع سلطنتی تحقیقات اسلامی اردن، مرکز مطالعات اسلامی آکسفورد، شورای دبیران دانشگاه اسلامی جهانی اسلام‌آباد، سازمان دعوت اسلامی خارطوم و هیئت نظارت شرعی بر تعدادی از بانک‌های اسلامی بود.

## جوایز
یوسف قرضاوی جوایز متعددی دریافت کرده که جایزه بانک توسعه اسلامی، جایزه ملک فیصل به علت مشارکت در مطالعات اسلامی، جایزه عطای ویژه علمی از رئیس دانشگاه بین‌المللی اسلامی مالزی و جایزه فقه از سوی سلطان برونئی از جمله آنهاست.

## کتاب‌ها و مقالات

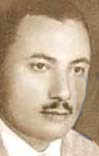
القرضاوی، طی روزهایی که در مؤسسه الازهر در طنطا بود

- قطوف دانیة من الکتاب و السنة: در سال ۱۹۵۱ تألیف شده است.
- الحلال و الحرام فی الاسلام: در سال ۱۹۶۰ به دستور رؤسای الأزهر تألیف و به زبان‌های کُردی، ترکی، فارسی و اردو ترجمه شده است.
- العبادة فی الاسلام: در سال ۱۹۶۱ تألیف شده است و به زبان فارسی ترجمه شده است..
- الناس و الحق: در سال ۱۹۶۶ تألیف و به زبان‌های ترکی و فارسی ترجمه شده است.
- مشکلة الفقر و کیف عالجها الاسلام: در سال ۱۹۶۷ تألیف و به زبان‌های فارسی و اردو ترجمه شده است.
- الایمان و الحیاة: در سال ۱۹۶۹ تألیف و با عنوان نقش ایمان در زندگی به زبان فارسی ترجمه شده است.

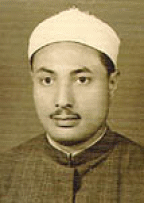
دکتر یوسف قرضاوی جوان

- فقه الزکات: در سال ۱۹۶۹ در دو مجلد منتشر گردیده و اثر مهمی در فقه مقارن و حقوق تطبیقی است که به بررسی همه‌جانبهٔ زکات در اسلام با استناد به قرآن و حدیث و با مراجع معتبر فقهی هر یک از مذاهب مشهور اسلامی، پرداخته است.
- شریعة الاسلام خلودها و صلاحها للتطبیق فی کل زمان و مکان: در سال ۱۹۷۲ تألیف شده است.
- الخصائص العامة للاسلام: در سال ۱۹۷۷ تألیف شده است.
- الصبر فی القرآن: نمونه‌ای از تحقیق موضوعی در قرآن است و به زبان فارسی ترجمه شده است.
- عالم و طاغیة: یک نمایشنامهٔ تاریخی است در سال ۱۹۶۶ نوشته و به ترکی و فارسی ترجمه شده است.
- هدی الاسلام: مجموعه‌ای از فتاوی او و راه‌حل‌های کهن اسلامی برای مشکلات مسلمانان معاصر است.
- غیر المسلمین فی المجتمع الاسلامی: در سال ۱۹۷۷ منتشر یافته است.
- الحلول المستوردة و کیف جنت علی امتنا: در سال ۱۹۷۱ تألیف و به ترکی ترجمه شده است.
- الحل الاسلامی فریضة و ضرورة: در سال ۱۹۷۴ منتشر شده است.
- از تاریخ فوق به بعد چندین کتاب و مقاله نوشته است که با زبان‌های مختلف از جمله فارسی و کردی ترجمه گردیده و در لیست بالا موجود نمی‌باشد.
- همچنین او در تألیف بیش از ۱۲۰ جلد کتاب درسی در رابطه با توحید، فقه، تفسیر، حدیث، جامعه‌شناسی اسلامی، فلسفه، اخلاق و غیره، طبق برنامهٔ وزارت آموزش و پرورش قطر همکاری مؤثری داشته است.

همچنین برای سمینارها و کنفرانس‌های مختلف اسلامی نیز مقالات تحقیقی متعددی تهیه کرده است و به صورت‌های گوناگونی انتشار یافته و نیز روزنامه‌ها و مجلات متعددی مستمراً نشر مقالات وی را بر عهده داشته و دارند که «الأزهر»، «نورالاسلام»، «منبرالاسلام»، «الدعوة» در مصر و «حضارةالاسلام» در دمشق و «الشهاب و المسلم المعاصر» در لبنان و «البعث‌الاسلامی» در هند و «المجتمع» و «الوعی‌الاسلامی» در کویت و «الدوحة» در قطر، از آن جمله است.

### شبکه‌های تلویزیونی و اینترنت
یوسف القرضاوی با شرکت در برنامه‌های دوره‌ای تلویزیون ماهواره‌ای الجزیره و دیگر شبکه‌های تلویزیونی به شهرت بیشتری دست یافت. برنامه هفتگی «الشریعة والحیاة» (زندگی و شریعت) تأثیر زیادی ـ به ویژه روی جوانان ـ داشت؛ و هرچند قرضاوی با سوالات و انتقادهای برخی جوانان، مواجه شده اما وی از خلال برنامه‌های مستمر توانست خط فکری معتدل و متسامح را در رویارویی با افراط و تفریط یا سهل‌انگاری و سخت‌گیری به وجود آورد.
همچنان که شیخ در راه‌اندازی سایت معروف «اسلام آن لاین» (عربی و انگلیسی) که در امر نشر فرهنگ اسلامی و پی‌گیری اخبار جهان اسلام، یک شبکه گسترده محسوب می‌شود، تلاش زیاد نمود؛ به همین گونه، او به عنوان اولین فرد، شبکه شخصی برای خود راه انداخت، تا از آن طریق، کتاب‌ها، سخنرانی‌ها، برنامه‌ها و گفتارهایش را بشناساند و به فتواها و سؤال‌ها پاسخ دهد.
و از دیگر عرصه‌های فعالیت او می‌توان این‌ها را نام برد:
مشارکت در انجمن‌ها و کنفرانس‌هایی در شهرهای مختلف دنیا.
عضویت در شماری از نهادهای فقهی و تأسیس نهادهای فقهی برای مسلمانان، مانند: «المجلس الاروبی للافتاء» و «اتحاد علماء المسلمین»
مشارکت در سازمان‌های خیریه، مانند: «الهیئة الخیریة الاسلامیة العالمیة باالکویت» و
دعوت جوانان به فعالیت‌های عملی و حرکتی و دوام‌بخشیدن به آن و ارزش‌گذاری به تلاش‌ها و کارهای‌شان.
او در سال ۸۵ شمسی در مناظره ای تلویزیونی با هاشمی رفسنجانی رئیس وقت مجمع مصلحت نظام به میزبانی شبکه الجزیره شرکت کرد که این مناظره بازتاب وسیعی در جهان عرب و رسانه‌های ایران داشت. موضوع مناظره عمدتاً به دلایل اختلاف در جهان اسلام و زمینه‌های تفرقه و افراطی گری و راه‌های کاهش تنش و اختلافات تمرکز داشت.

## درگذشت
یوسف القرضاوی در روز ۲۶ سپتامبر ۲۰۲۲ درگذشت. رسانه‌ها و همچنین صفحه رسمی تویتر او بدون هیچ توضیحی فقط خبر از درگذشت او دادند. به نظر می‌رسد کهولت سن دلیل اصلی درگذشت او بود. مراسم تشییع و تدفین او روز سه شنبه پنجم مهر (۲۷ سپتامبر) در دوحه پایتخت قطر با حضور ولیعد قطر عبدالله بن حمد آل ثانی به انجام رسید.